# Камбиев, Мухаб Алимович
Мухаб Алимович Камбиев (25 мая 1923—29 ноября 2020) — директор школы, Герой Социалистического Труда (1968).

## Биография
Мухаб Камбиев родился 25 мая 1923 года в селе Каменномостское (ныне — Зольский район Кабардино-Балкарии). Окончил среднюю школу. В начале Великой Отечественной войны Камбиев был призван на службу в Рабоче-крестьянскую Красную Армию. Окончил Кировобадское училище лётчиков. Участвовал в боях. В октябре 1946 года уволен в запас.
Вернувшись на родину, Камбиев стал учителем математики в Каменномостской средней школе, а в 1958 году — директором этой школы. Без отрыва от основной деятельности, Камбиев окончил Кабардино-Балкарский государственный университет. За короткий срок создал высококлассный коллектив учителей. Школа первой в Кабардино-Балкарской АССР перешла на русский язык обучения в начальных классах, став одной из лучших по успеваемости в районе. Эта школа стала базовой школой Института усовершенствования учителей, в ней много раз проводились конференции республиканского уровня и уровня РСФСР.
Указом Президиума Верховного Совета СССР от 1 июля 1968 года за «большие заслуги в деле обучения и коммунистического воспитания» Мухаб Камбиев был удостоен высокого звания Героя Социалистического Труда с вручением ордена Ленина и медали «Серп и Молот». Был также награждён рядом других медалей.
В 1987 году вышел на пенсию. Проживал в Нальчике. Умер 29 ноября 2020 года.
Именем М. Камбиева названа школа, которой он руководил.